# Championnat du monde de roller in line hockey FIRS 1999
L'édition 1999 du championnat du monde de roller in line hockey fut la 5e édition organisée par la Fédération internationale de roller sport, et s'est déroulé à Thoune et Wichtrach en Suisse.

## Équipes engagées
- Allemagne
- Argentine
- Australie
- Autriche
- Belgique
- Brésil
- Équateur
- Espagne
- États-Unis
- France
- Mexique
- République tchèque
- Suisse

## Bilan
| 1 | Suisse             | Médaille d'or      |
| 2 | États-Unis         | Médaille d'argent  |
| 3 | République tchèque | Médaille de bronze |